# 米哈伊尔·霍津
米哈伊尔·谢苗诺维奇·霍津（俄语：Михаи́л Семёнович Хо́зин，1896年10月22日（11月3日）—1979年2月27日），苏联上将。

## 生平
1896年，生于坦波夫省萨拉托夫的斯卡奇哈镇。1915年，应征入军服役。1918年，参加红军，先后任步兵营长、团长和旅长。1925年，毕业于伏龙芝军事学院。1930年，毕业于列宁政治学院。1937年，任列宁格勒军区副司令、司令。1939年，调任伏龙芝军事学院教书。
1941年，苏德战争爆发后，历任列宁格勒方面军主任、参谋长、司令。1942年初，指挥柳班战役失败，同年任西方面军第33集团军司令；12月任第20集团军司令，参与火星行动。1943年，任西方面军副司令。1944年，因伤调任伏尔加河沿岸军区司令。
1946年，任苏联军事学院院长。1956年，任总参军事学院教员。1963年，退役。1979年，在莫斯科去世。